# Пчеловодство
Пчелово́дство — древнейшая отрасль сельского хозяйства, которая занимается разведением пчёл для получения мёда, а также пчелиного воска и других продуктов, и для опыления сельскохозяйственных культур..

## Продукты пчеловодства
К продуктам пчеловодства относят:
- воск,
- маточное молочко,
- мёд,
- перга,
- пчелиная обножка,
- прополис,
- пчелиный подмор,
- пчелиный яд,
- забрус
- трутовый гомогенат (трутневое молочко),
- мерва
- восковая моль
- пчелиное мумиё (продукты жизнедеятельности восковой моли)

а также собственно пчелосемьи, пчеломатки и личинки пчёл.

## История
Пчеловодство — один из древнейших промыслов человека. В своём развитии пчеловодство прошло несколько этапов: дикое (сбор мёда диких пчёл в дуплах деревьев), бортничество, колодное пчеловодство (содержание пчёл в неразборных брёвнах и бортях, прикреплённых на деревьях) и рамочное пчеловодство.
Следы пчелиного воска находятся на древнейшей керамике, начиная с 7-го тысячелетия до н. э. Древнейшие изображения искусственных ульев относятся к 3-му тысячелетию до н. э. (Древний Египет времён Ниусерра), древнейшая найденная пасека — к X веку до н. э. (раскопки в Тель-Рхов (англ. Tel-Rehov), Израильское царство).
В истории пчеловодства различают несколько этапов:
- Дикое пчеловодство — охота за мёдом и воском. Гнёзда пчёл (пчелиные соты) разыскивали в дуплах деревьев;
- Бортевое пчеловодство;
- Пасечное пчеловодство — разведение пчёл в специально оборудованных местах (пасеках) в искусственных ульях
  - Колодное пчеловодство — пчёл содержали в неразборных ульях из дерева (колодах, дуплянках), глины и других материалов;
  - Рамочное пчеловодство — разведение пчелиных семей в разборных ульях с вынимающимися рамками.

Первым европейским теоретиком научного пчеловодства был лютеранский пастор Гадам Богухвал Шерах, который издавал с 1766 года по 1771 год первый в Европе научный журнал по пчеловодству «Abhandlungen und Erfahrungen der Oeconomischen Bienengesellschaft in Oberlausitz». Первый в мире рамочный улей сконструировал русский пчеловод Пётр Прокопович в 1814 году. Изобретение Прокоповича положило основу рамочному пчеловождению и в России, и за границей.
В 1828 году Прокопович открыл специальную «Школу пчеловождения». Он хотел научить людей теоретическим познаниям о пчёлах и рациональному управлению ими (начиная с грамоты и арифметики). Программа школы была составлена самим Прокоповичем. Она приобрела большую популярность среди тех, кто занимался пчеловодством. Из описания этой школы, сделанного секретарём Вольно-экономического общества, видно, что в 1846 году в ней было до 48 учеников, — казённых и помещичьих крестьян. Пчельник, в котором занимались ученики, состоял из 500 ульев. Курс учения продолжался 2 года, кроме пчеловодства ученики, возраст которых колебался от 16 до 40 лет, обучались грамоте. Московское Общество сельского хозяйства, оценив заслуги Прокоповича, избрало его в 1829 году своим действительным членом.
Высокотоварной отраслью пчеловодство стало во многих странах сельского хозяйства только после того, как в 1851 году Лангстротом в США был запатентован свой рамочный улей, где рамки извлекались сверху специальным устройством, а также благодаря изобретению чешским пчеловодом Ф. Грушкой медогонки. Многое для развития пчеловодства сделали: Жонас де Желье, Феликс Юбер (Швейцария), Л. Лангстрот (США), И. Меринг, Э. Цандер (Германия), А. М. Бутлеров и др.

## Методы
Неутомительная, приятная работа с пчёлами, проводимая на открытом воздухе, уже сама по себе служит источником здоровья. Лицам, занятым напряжённым умственным трудом, работа на пасеке даёт полноценный, здоровый отдых.
Методы пчеловодства бывают:
- роевые (в том числе противороевые, подобные натуральному роению, борющиеся с роением);
- основанные на искусственном роении;
- свободного роения;
- при производстве секционного мёда.

Наиболее известны методы Волоховича, Цебро, Озерова, Блинова, Чайкина.

## Защита пчеловода
Большинство пчеловодов также носят защитную одежду. Начинающие пчеловоды обычно носят перчатки и костюм с капюшоном или шляпу и вуаль. Опытные пчеловоды иногда предпочитают не использовать перчатки, потому что они препятствуют тонким манипуляциям. Лицо и шея являются наиболее важными областями защиты, поэтому большинство пчеловодов носят, по крайней мере, вуаль. Защитная одежда, как правило, светлая (но не цветная) и гладкая. Это обеспечивает максимальную дифференциацию от естественных хищников пчёл (например, медведей и скунсов), которые имеют тенденцию быть тёмными и пушистыми.
Ещё одним способом защиты от укусов пчёл является дым. Большинство пчеловодов используют «дымарь» — устройство, предназначенное для генерирования дыма от неполного сгорания различных видов топлива. Дым успокаивает пчёл; помимо этого, дым заставляет пчелу набирать в зоб мёд, (инстинкт, выработанный пчёлами для спасения колонии в случае гибели улья от лесного пожара); в результате брюшко пчёлы теряет подвижность, и, как следствие, снижается возможность пчёлы ужалить. Дым также маскирует тревожные феромоны, выделяемые охранными пчёлами или когда пчёлы раздавлены при осмотре. Последующее замешательство создаёт для пчеловода возможность открывать улей и работать, не вызывая защитную реакцию. Для дымаря можно использовать многие виды топлива, если они натуральны и не загрязнены вредными веществами. Часто используются кизяк или кора хвойных или лиственных деревьев. 
Некоторые пчеловоды используют «жидкий дым» в качестве более безопасной и удобной альтернативы. Оцепенение также может быть вызвано введением охлаждённого воздуха в улей — тогда как охлаждённая двуокись углерода может иметь вредные долгосрочные последствия.

## Пчеловодство в мире
Пчеловодством занимаются на всех континентах, кроме Антарктиды. По данным ФАО, ЮНЕСКО и др., в 1972 в мире насчитывалось около 40 млн пчелиных семей. Промышленное специализированное пчеловодство с высокомеханизированными пасеками развито в США, Канаде, Австралии (средний выход товарного мёда в этих странах — 20—40 кг с улья). Развитию международных связей пчеловодов способствует международная организация пчеловодов «Апимондия» («Apimondia», основана в 1897), проводящая симпозиумы, конгрессы, выставки. СССР — член «Апимондии» с 1945. Важную роль в обмене опытом играют журналы: «Apiacta» (орган «Apimondia», с 1966), «American Bee Journal», с 1861, «Gleanings in Bee Culture», с 1872, издаваемые в США.

### Пчеловодческие выставки и конференции
Международная выставка-конференция Апимондия призвана продвигать научное, экологическое, социальное и экономическое развитие пчеловодческой отрасли во всех странах мира; а также организовывать сотрудничество между ассоциациями пасечников, научными организациями и частными предпринимателями в области пчеловодства.

## Галерея
- Пасечник в пчеловодном костюме вынимает рамки
- Рамка с запечатанным зрелым мёдом
- Обкуривание рамок при помощи дымаря
- Рамка с печатным расплодом (в середине) и запечатанным мёдом (по верхнему краю, крышечки белого цвета)
- Распечатывание сотов со зрелым мёдом
- Извлечение мёда при помощи медогонки
- Фильтрование мёда
- Типичный вид струи зрелого мёда при переливании в тару
- Пчеловод